# Embrasse-moi, chérie
Embrasse-moi, chérie (Kiss Me, Kate) est un film musical américain réalisé en « trois dimensions » (en relief) par George Sidney, sorti en 1953.

## Synopsis
Le célèbre comédien Fred Graham (Howard Keel) monte la nouvelle comédie musicale de Cole Porter, Kiss Me Kate, inspirée de La Mégère apprivoisée de William Shakespeare. Pour le rôle de Catherine, il pense tout naturellement à son ancienne femme, Lilli Vanessi (Kathryn Grayson), qui accepte à contre-cœur de travailler avec son ancien époux. Fred et Lilli, que leurs succès respectifs ont séparés, s'aiment encore mais refusent de se l'avouer, d'autant que Lilli est fiancée à un riche Texan et que Fred a une aventure avec une autre comédienne de la troupe, Loïs Lane (Ann Miller). Mais cette dernière est en réalité amoureuse de Bill Calhoun (Tommy Rall), un des danseurs de la troupe, dont le goût pour le jeu mettra Fred dans une situation délicate. Au cours de la première de la pièce, Fred et Lilli se réconcilient et se déchirent tour à tour, sur scène et en coulisses, le tout sous l'œil de deux bandits (Keenan Wynn et James Whitmore) qui sont venus recouvrer les dettes de Bill, lequel s'est fait passer pour Fred, et sous l’œil du public, qui n'y voit que du feu et fera un triomphe à la pièce.

## Fiche technique
- Titre : Embrasse-moi, chérie
- Titre original : Kiss Me, Kate
- Réalisation : George Sidney
- Scénario : Dorothy Kingsley d'après la comédie musicale Kiss Me, Kate (musique et paroles de Cole Porter, livret de Sam et Bella Spewack) et la pièce La Mégère apprivoisée (The Taming of the Shrew) de William Shakespeare
- Production : Jack Cummings
- Société de production : Metro-Goldwyn-Mayer
- Photographie : Charles Rosher
- Montage : Ralph E. Winters
- Direction musicale : Saul Chaplin et André Previn
- Chansons : Cole Porter
- Chorégraphie : Hermes Pan et Bob Fosse
- Direction artistique : Cedric Gibbons et Urie McCleary
- Costumes : Walter Plunkett
- Pays d'origine :  États-Unis
- Format : Couleur (Anscocolor) - Son : Mono/Stereo (Western Electric Sound System)
- Genre : film musical, comédie romantique
- Durée : 109 minutes
- Dates de sortie : 
  - États-Unis : 26 novembre 1953
  - France : 11 novembre 1955

## Distribution
- Kathryn Grayson (VF : Joëlle Janin) : Lilli Vanessi « Katherine »
- Howard Keel (VF : Roland Ménard, dialogues ; Lucien Lupi, chants ) : Fred Graham 'Petruchio'
- Ann Miller (VF : Nadine Alari) : Lois Lane « Bianca » (Louise Laime en VF)
- Keenan Wynn (VF : Camille Guérini) : Lippy
- Bobby Van : « Gremio »
- Tommy Rall (VF : Pierre Trabaud) : Bill Calhoun 'Lucentio' (Pierre Cadou en VF)
- James Whitmore (VF : Jacques Dynam) : Slug
- Kurt Kasznar : « Baptista »
- Bob Fosse : « Hortensio »
- Ron Randell : Cole Porter
- Willard Parker : Tex Callaway
- Ann Codee (VF : Héléna Manson) : Suzanne

## Numéros musicaux
1. « So in Love » - Lilli et Fred
2. « Too Darn Hot » - Lois
3. « Why Can't You Behave? » - Lois
4. « Kiss Me, Kate » - MGM Studio et l'orchestre
5. « Wunderbar » - Lilli et Fred
6. « So in Love (Reprise) » - Lilli
7. « We Open in Venice » - Lilli, Fred, Lois, Bill
8. « Tom, Dick or Harry » - Lois, Gremio, Bill, Hortensio
9. « I've Come to Wive it Wealthily in Padua » - Fred
10. « I Hate Men » - Lilli
11. « Were Thine That Special Face » - Fred
12. Finale Act One (Kiss Me, Kate) - Le chœur
13. « Where Is the Life That Late I Led? » - Fred
14. « Always True to You in My Fashion » - Lois et Bill
15. « Brush Up Your Shakespeare » - Slug et Lippy
16. « From This Moment On » - Lois, Bill, Hortensio, Gremio
17. « Finale » - Fred et le chœur

## Autour du film
- Il s'agit de l'adaptation à l'écran d'une comédie musicale de Cole Porter qui avait été un grand succès à Broadway. L'ordre de certaines chansons diffère cependant par rapport à la version théâtrale.

- Après Show Boat, déjà dirigé par George Sidney, il s'agit du deuxième film tourné avec Kathryn Grayson et Howard Keel dans les rôles principaux. Des photos du premier film peuvent même être observées sur le piano au début du film.

- Bob Fosse, futur chorégraphe à succès de Broadway et futur réalisateur de Cabaret et Que le spectacle commence incarne un des danseurs de la troupe.